# Sântion, Bihor
Sântion (maghiară Biharszentjános) este un sat în comuna Borș din județul Bihor, Crișana, România.

## Incidente
La 10 - 11 septembrie 1940 țăranul Gheorghe Tiponuț și fiul său au fost uciși aici de soldați unguri..